# جان اولیور کریتن
جان الیور کریتن (به انگلیسی: John Oliver Creighton) فضانورد اهل کشور ایالات متحده آمریکا است که در ۲۸ آوریل ۱۹۴۳ میلادی در اورنج، تگزاس زاده شد. وی در مأموریت اس‌تی‌اس-۵۱-جی، اس‌تی‌اس-۳۶، اس‌تی‌اس-۴۸ حضور داشته است.